# Directorio de Ucrania
El Directorio de la República Popular Ucraniana, o simplemente Directorio (en ucraniano: Директорія Української Народної Республіки, romanizado: Direktóriya Ukrayínskoy Naródnoy Respúbliki), fue el Gobierno de la República Popular Ucraniana, formado en noviembre de 1918, que se sublevó contra el Hetmanato de Pavló Skoropadski. Se considera que funcionó entre el 14 de diciembre de 1918 —fecha de la toma de Kiev— y el 13 de noviembre de 1920 —cuando uno de sus miembros, Simon Petliura, recibió poderes dictatoriales—.
La derrota de los Imperios Centrales en la Primera Guerra Mundial privó al hetman Pavló Skoropadski de su principal sostén. Algunos nacionalistas ucranianos formaron entonces un Gobierno republicano, el Directorio, para derrocarlo. El Directorio se sublevó contra la autoridad del Hetmanato en noviembre de 1918. Hubo de enfrentarse de inmediato a la renacida República Socialista Soviética de Ucrania apoyada por Moscú. Capaz de reunir un gran apoyo militar al comienzo gracias a su programa de entrega de la tierra a los campesinos, castigo de los terratenientes y de los ocupantes, la falta de aplicación de aquel produjo pronto la desilusión de los campesinos y el debilitamiento del Directorio. Incluso antes de la pérdida de la capital a manos de los bolcheviques en febrero de 1919, el Directorio había quedado paralizado por la pérdida de respaldo popular, la falta de control de sus propias fuerzas militares —a menudo acaudilladas por jefes prácticamente independientes— y las luchas intestinas entre sus políticos.
Refugiadas en el oeste del país, las fuerzas del Directorio lograron recuperar terreno temporalmente durante el verano e incluso retomar efímeramente Kiev gracias al avance del Ejército de Voluntarios, que expulsó a los bolcheviques del territorio, que habían perdido a su vez gran parte del apoyo popular inicial. El 15 de julio, las fuerzas de la República Popular Ucraniana —la Ucrania «rusa»— se unieron a las de la República Popular Ucraniana Occidental —la Ucrania «austrohúngara»—, que habían sido expulsadas de Galitzia por los polacos. Las dos se habían unido formalmente mediante el Acta de Unificación de Ucrania suscrito en Fástiv el 1 de diciembre de 1918 y confirmado en Kiev el 22 de enero del año siguiente, pero habían mantenido su autonomía política y militar —confiando en tener así mayores posibilidades de obtener el reconocimiento internacional— hasta que la crisis del verano precipitó una unión más estrecha.
Carente de cuadros para sustituir la anterior administración rusa, con unos líderes sin experiencia previa en gobernar y con sus bases en el campesinado, inestable y desorganizado, el directorio se concentró en gestos políticos inútiles que le privaron de importantes apoyos.
En su nuevo avance al este, Petliura alcanzó la capital ucraniana el 31 de agosto. Denikin, sin embargo, expulsó a las tropas del Directorio al día siguiente y se hizo con el control de la ciudad. El nacionalismo ruso de Denikin resultó incompatible con el ucraniano de Petliura. Así, tras fallidos intentos de conciliación, el 24 de septiembre el Directorio declaró la guerra a Denikin. Las fuerzas de este llegaron a alcanzar Cherníhiv el 12 de octubre. A pesar de la extensión de su dominio a gran parte de Ucrania, la represión del campesinado, la devolución de las haciendas a los terratenientes, la prohibición del ucraniano, la persecución de la intelectualidad ucraniana y los pogromos causaron el rechazo de gran parte de la población hacia el Ejército de Voluntarios. El 1 de septiembre y obligado por la situación, Petliura firmó un armisticio oficial con Varsovia.
Expulsadas de Ucrania las fuerzas del Directorio por Denikin primero y los soviéticos después y con el poder gubernamental otorgado a Petliura como dictador, este rubricó un este pacto con Józef Piłsudski el 21 de abril de 1920. En dos semanas, las fuerzas polacas apoyadas por las de Peltliura desbarataron las defensas soviéticas, avanzaron cerca de doscientos cincuenta kilómetros y tomaron Kiev el 7 de mayo. Sin embargo, polacos y soviéticos comenzaron a negociar en Riga en septiembre, sin permitir la participación de Petliura. El 1 de octubre se firmó un armisticio.  En diciembre de 1920, la Sociedad de Naciones rechazó la petición de ingreso realizada por Petliura. Según el acuerdo final entre polacos y soviéticos, firmado el 18 de marzo de 1921, más de cuatro millones de ucranianos quedaron en territorio polaco y unos treinta en el soviético.

## Fundación y fin del Hetmanato

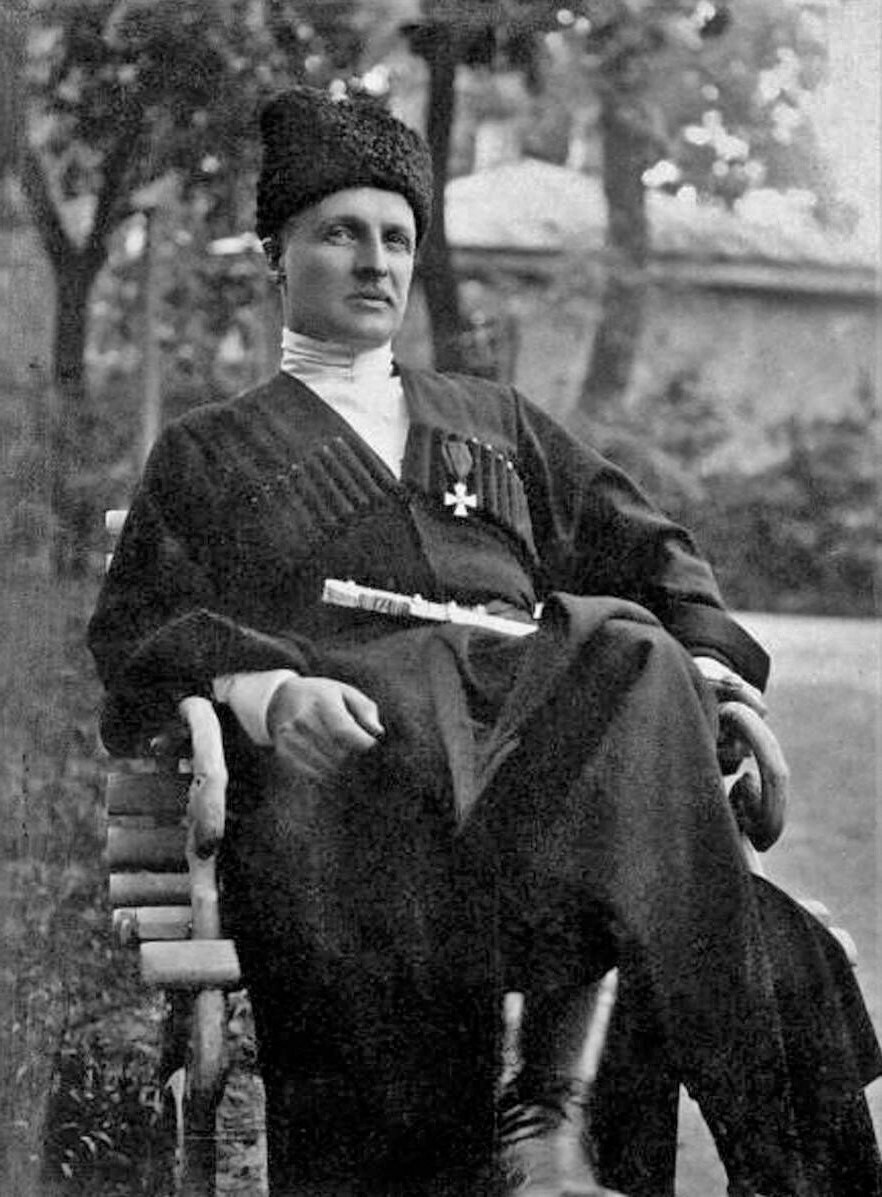
Pavló Skoropadski, hetman del Estado ucraniano, fue incapaz de mantenerse en el poder ante la rebelión del Directorio que restauró formalmente la República Popular Ucraniana y recibió inicialmente amplio respaldo popular.

Con la derrota de los Potencias Centrales en la Primera Guerra Mundial, el hetman Skoropadski no podía contar ya con el apoyo de Alemania o de Austria-Hungría para mantenerse en el poder. La noche del 13 de noviembre, los opositores a Skoropadski formaron un Gobierno rival de cinco miembros conocido como Directorio, presidido por Volodímir Vinnichenko y con Simon Petliura como jefe de las fuerzas que lo apoyaban, encabezadas por el recién formado cuerpo de Fusileros de Sich. Los alzados proclamaron la restauración de la República Popular Ucraniana y recuperaron parte de las leyes que se habían promulgado durante su existencia. Sin embargo, no reunieron de nuevo a la Rada, ni otorgaron papel alguno al efímero presidente republicano, Myjailo Hrushevsky: el poder quedó en manos del Directorio. La mayoría de las tropas de Skoropadski lo abandonaron y se unieron al Directorio. El 14 de diciembre de 1918, dos días después de que las fuerzas alemanas que habían protegido hasta entonces la ciudad acordasen retirarse, las tropas del Directorio tomaron Kiev tras aplastar la infructuosa resistencia de grupos de oficiales rusos. Skoropadski había abdicado de su cargo y puesto fin al Hetmanato pocas horas antes. Algunos días más tarde, partió al exilio en Alemania.
Durante el último mes de supervivencia del Hetmanato, las fuerzas del Directorio fueron extendiendo su autoridad por las provincias y llegaron a ocupar Odesa, donde reservaron una zona para refugio de los partidarios de Denikin, a petición francesa. Los alzamientos contra el hetman habían aumentado las fuerzas de Petliura hasta los cien mil hombres, si bien pronto comenzaron las deserciones. Más interesados en las reformas sociales y en el saqueo que en los ideales nacionalistas, los campesinos pronto comenzaron a abandonar las filas del Directorio una vez abolido el Hetmanato y desaparecido el dominio de las potencias ocupantes. Esta situación se repitió a lo largo del resto del conflicto en Ucrania, lo que debilitó una y otra vez los planes nacionalistas del Directorio, completamente secundarios para la mayoría de la población.
La instalación del Directorio en la capital ucraniana facilitó la evacuación del ejército alemán, si bien a cambio de la entrega de abundante armamento y a veces de dinero para garantizar la retirada segura de las unidades. A mediados de enero de 1919, el grueso de las fuerzas alemanas había abandonado Ucrania.

## Medidas gubernamentales y situación del país

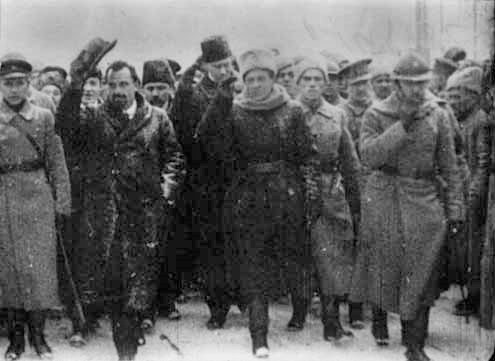
Volodímir Vinnichenko —con barba y bigote— y Simon Petliura —en el centro, con gorro claro—, las dos principales figuras del Directorio. En febrero de 1919, tras mostrarse incapaz de entenderse con el Sovnarkom, el primero cedió la presidencia al segundo y dimitió.

El Directorio restableció la República Popular Ucraniana. Reclamó como propios los territorios reconocidos como ucranianos en el Tratado de Brest-Litovsk. A pesar de esto y al igual que el resto de Gobiernos ucranianos de la época, nunca llegó a dominar por completo los territorios que reclamaba debido a la continua guerra civil que se libraba. La región quedó en la práctica en manos de las numerosas y violentas bandas armadas que impusieron su control a pesar de la suerte militar de los principales contendientes.
El Directorio, dominado por Vinnichenko y Petliura, miembros ambos del partido socialdemócrata ucraniano pero el segundo más nacionalista que el primero, quedó al comienzo controlado por Vinnichenko, más socialista y convencido de la necesidad de aprobar medidas incluso más radicales que los bolcheviques para lograr el favor de la población. El Directorio, empeñado en establecer un Gobierno democrático y nacionalista, abrogó las leyes del Hetmanato que consideraba contrarias a los intereses de la clase trabajadora, proclamó la soberanía de esta, el apartamiento de las clases privilegiadas del poder y prometió entregar las tierras al campesinado. En su proclama del 26 de diciembre, el Directorio expuso su programa, intermedio entre las preferencias socialistas de Vinnichenko y la posición más moderada de sus compañeros en el Directorio. Prometía la expropiación de los terratenientes y de la Iglesia y la entrega de las tierras a los campesinos —especialmente a los que respaldasen al Directorio—, proceso que quedó a cargo de nuevos organismos. El 7 de enero, se aprobó una reforma agraria que no pudo aplicarse. El programa prometía además el control obrero de la industria. La clase trabajadora —formada según el Directorio por los campesinos, los obreros y la intelectualidad—, se convirtió en la fuente formal de la soberanía y debía organizarse en un congreso —que finalmente se inauguró en la capital a finales de enero de 1919, con los soviéticos a las puertas—. El Directorio se proclamó Gobierno provisional a la espera de entregar el poder al congreso de trabajadores. El mismo día de la publicación de su programa, el Directorio nombró un Consejo de Ministros de coalición. Entre las medidas políticas políticas, destacaron la proclamación del ucraniano como idioma oficial o la creación de una Iglesia autocéfala. El 22 de enero, se celebró solemnemente la Acta de Unificación de la república con la vecina República Popular Ucraniana Occidental.
El congreso de trabajadores finalmente solo reunió a unos trescientos de los quinientos noventa y tres diputados elegidos, que se agrupaban en fracciones muy divididas. Después de tres días de debates, las únicas conclusiones que resultaron del congreso fueron la decisión de permitir que el Directorio siguiese gobernando en su nombre hasta el próximo, la aprobación de las medidas tomadas hasta entonces —incluida la unión de las dos repúblicas ucranianas recién consumada— y la determinación de crear nuevos órganos electos de gobierno local. Ante la amenaza militar bolchevique, el resto de orden del día, que incluía la forma del Estado, quedó aplazado.

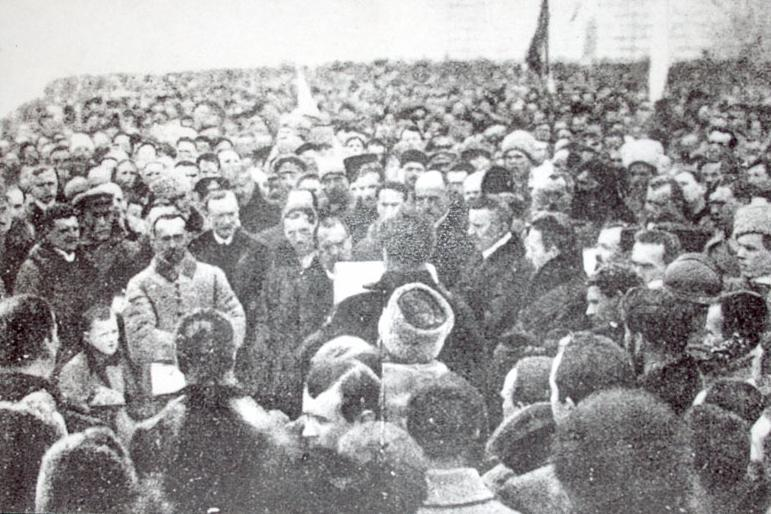
Ceremonia de unificación de la República Popular Ucraniana Occidental con la República Popular Ucraniana el 22 de enero de 1919, en Kiev.

La debilidad militar que produjo la rápida pérdida de la capital impidió la aplicación de la ley de reforma agraria aprobada por la Rada en enero de 1918 y las leyes adicionales promulgadas por el propio Directorio un año más tarde. La reducción del territorio bajo su control efectivo, el escaso tiempo que este permanecía bajo su dominio y la exigua Administración imposibilitaron el llevar a cabo las reformas.
Dado el escaso nacionalismo de la población, las medidas para «ucranizar» el país tuvieron poco éxito. La propaganda oficial y la insistencia por resucitar el supuesto pasado nacional no pudieron ocultar los graves problemas del país. La falta de control efectivo permitió pronto un enorme crecimiento de la inflación y de la falsificación de moneda. Al alza de los precios le acompañó el primer invierno del Directorio la escasez de combustibles, que obligó a recortar la frecuencia de los ferrocarriles y a parar la producción en algunas fábricas.
El Directorio contaba en realidad con una Administración nacional y unas fuerzas armadas exiguas. La falta de control central permitió que surgiesen caudillos locales en las provincias que desdeñaban la autoridad del Directorio. Estos atamanes se caracterizaron por su xenofobia y, en especial, por su antisemitismo. Muchos recibían subsidios del Directorio con la esperanza de que formasen y mantuviesen a sus propias unidades y al menos coordinasen sus acciones con el Gobierno. Incapaz de controlar a estos jefezuelos regionales por la fuerza, el Directorio tuvo que permitir el caos que desataron en el país. La decadencia del Directorio acentuó el poder de estos caciques. La caótica disolución del antiguo Ejército zarista había permitido que los campesinos desmovilizados conservasen gran cantidad de armamento, lo que favoreció la aparición de las bandas armadas en medio de la falta de control central. El plan original había consistido en encargar el adiestramiento de los voluntarios decididos a combatir por el Directorio a los Fusileros de Sich, pero estos se vieron desbordados. El Directorio continuó confiando en las virtudes naturales de los campesinos convertidos en soldados y abandonó la tarea de disciplinar a sus unidades militares. No solamente resultó incapaz de mantener la disciplina de las unidades más eficientes que habían abandonado al hetman para pasarse a sus filas, sino que perdió pronto el apoyo de la mayoría de los voluntarios campesinos, más interesados en eliminar a las columnas del hetman que requisaban sus cosechas y en obtener tierras que en defender los objetivos políticos del Gobierno. La actitud reaccionaria de algunos de sus principales mandos contribuyó también a la desilusión los campesinos. Las bandas de campesinos, opuestas a la restauración del antiguo régimen y a los que percibían como sus defensores (Imperios Centrales, hetman o Ejército de Voluntarios) y dedicadas a menudo al saqueo de las haciendas y a los ataques a la población judía, fueron incapaces de implantar un Gobierno alternativo al Directorio, al comunista o al de Denikin, a pesar de su control de amplias zonas rurales.
Así, con la economía en grave crisis, escaso apoyo popular y sin autoridad efectiva en las provincias, el Directorio tuvo que enfrentarse a un nuevo embate de las fuerzas bolcheviques.

## Amenazas militares y situación diplomática

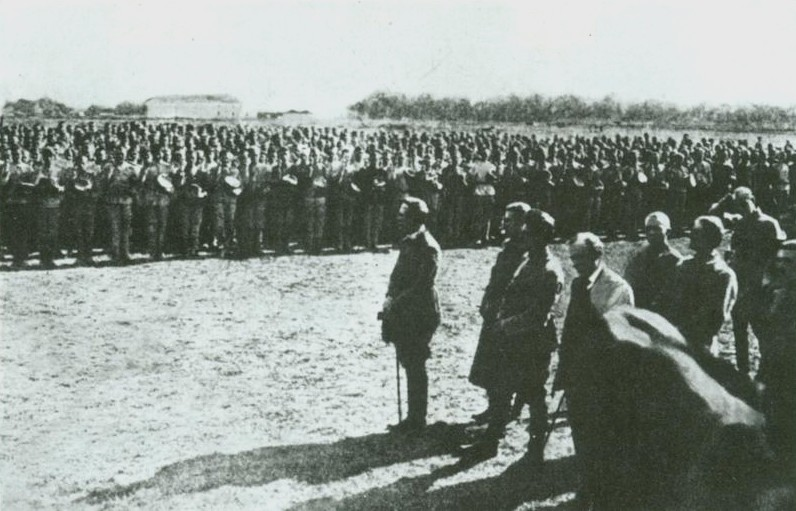
Jura de fusileros fieles al Directorio en el verano de 1919 en presencia de Simon Petliura.

Inmediatamente después de su entrada en la capital, el Directorio debió enfrentarse a diversas amenazas: en el oeste, la nueva República polaca y en el oeste, los bolcheviques, que avanzaban hacia Kiev desde distintas direcciones. El 28 de noviembre, estos habían proclamado un Gobierno rival en Kursk. En diciembre, sus fuerzas ya penetraban en algunos puntos del territorio ucraniano y tomaron Bélgorod. En el suroeste, Rumanía tomó la Bucovina, reclamada por la República Popular Ucraniana Occidental, que pocos meses después se unió formalmente a la República Popular Ucraniana.
Varsovia había tomado el disputado distrito de Chełm —otorgado a Ucrania en el Tratado de Brest-Litovsk— y sus fuerzas continuaban avanzando en Volinia. A mediados de enero, unidades polacas chocaron con fuerzas del Directorio en los alrededores de Lutsk y Volodímir-Volinski.
Desde enero a marzo de 1919, una delegación ucraniana trató infructuosamente de lograr el reconocimiento de las potencias de la independencia de la República Popular Ucraniana en París. El único interés de los vencedores residía en poder utilizar al Directorio contra los bolcheviques, pero no en otorgarle el reconocimiento como Gobierno legítimo del territorio. Los Aliados no favorecían en general a los Gobiernos surgidos gracias a intervención alemana en el desaparecido Imperio ruso y se hallaban muy influidos por las diversas corrientes políticas rusas presentes en la capital francesa, opuestas a la independencia ucraniana. Tras sopesar temporalmente un acuerdo con los bolcheviques con ciertas condiciones como la aceptación de la independencia ucraniana, Vinnichenko optó finalmente por tratar de alcanzar un acuerdo con los franceses el 11 de febrero de 1919, de carácter antibolchevique. Esta estrategia, aunque aceptada por el Directorio, no fue bien vista por los socialistas y parte de los liberales, contrarios a una nueva ocupación extranjera que sustituyese a la alemana.

## Desarrollo de los combates

### Pérdida de la capital y acercamiento a la Entente
Con la llegada a Moscú de las primeras noticias sobre la revolución en Alemania el 9 de noviembre, Lenin denunció el Tratado de Brest-Litovsk: primero el Hetmanato y más tarde el Directorio de la restaurada República Popular Ucraniana se encontraron en guerra con la República Socialista Soviética de Rusia. Trotski, tratando de aprovechar la crisis ucraniana surgida de la derrota de los imperios y del cambio de Gobierno, ordenó un ataque inmediato. Vinnichenko esperó en vano, en parte por la promesa del Gobierno de Moscú, que la legalización del Partido Bolchevique bastaría para asegurar la paz con Rusia; al mismo tiempo los partidarios de Denikin se habían concentrado en Odesa, pero no amenazaban aún al Directorio. Las distintas posturas de las dos corrientes del partido comunista ucraniano —la que favorecía un pacto con el Directorio y la que abogaba por su derrocamiento— causaron las contradicciones de la política hacia el Directorio: mientras algunos de sus dirigentes pactaban con el Directorio contra el hetman e incluso abogaban por unir sus tropas, otros formaban un Gobierno paralelo y defendían la oposición armada. Por otra parte, los reveses militares en el Báltico y en el Don no favorecían la intervención militar inmediata en Ucrania, a la que se oponía el alto mando comunista. Aun así, Moscú aprobó finalmente la operación el 28 de noviembre.
Antónov-Ovséyenko, comandante del nuevo Grupo de Ejércitos de Ucrania —escaso de tropas— y veterano de la anterior campaña contra la Rada Central Ucraniana, esperó a que las fuerzas de los Imperios Centrales se retirasen antes de atacar. El avance soviético comenzó a principios de enero de 1919. El día 3, dos después de la evacuación alemana de la ciudad, Antónov-Ovséyenko tomó Járkov. A mediados de mes, el Ejército Rojo había capturado esta y Cherníhiv. El 18 de enero y después de que Moscú negase su implicación en la ofensiva contra el Directorio, este declaró formalmente la guerra. Kiev cayó el 5 de febrero; el Gobierno se había refugiado en Vínnitsa tres días antes. El Directorio apenas se había sostenido dos meses en la capital ucraniana. El 11 del mismo mes, Vinnichenko dimitió de la presidencia del Directorio y fue sustituido por Petliura. En enero el Directorio contaba únicamente con veintiún mil hombres bajo su control directo —muchos de ellos cosacos o ucranianos de Galitzia—, siendo el resto de sus tropas bandas autónomas leales teóricamente al mismo, pero bajo el control de atamanes. Petliura no logró forjar con estas fuerzas un ejército disciplinado y fiel al Directorio. Este había perdido el amplio apoyo campesino que había logrado inicialmente y que pasó temporalmente a los bolcheviques. No solo los desmanes de los atamanes teóricamente subordinados habían restado apoyo al Directorio, las desavenencias entre su corriente más radical, representada por Vinnichenko, y la más nacionalista, encarnada en Petliura, también lo habían debilitado. Pronto todos los partidos socialistas, incluidos los socialrevolucionarios y el Bund, abandonaron al Directorio y se pasaron a los comunistas. Privado ya de las simpatías del campesinado, la población urbana o los principales partidos, el Directorio se transformó en una dictadura militar dominada por los oficiales de Galitzia, chovinistas.

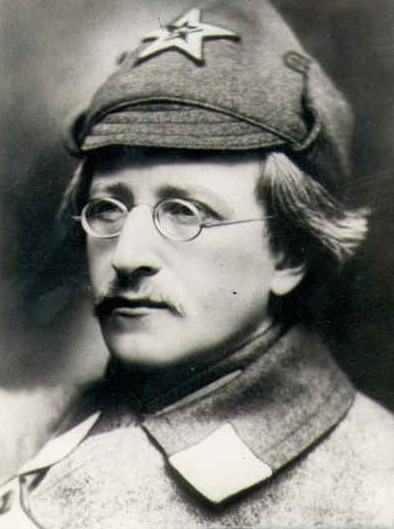
Antónov-Ovséyenko, veterano de la Revolución de Octubre y de la anterior campaña bolchevique de 1918 en Ucrania, dirigió la de 1919 contra el Directorio que logró arrinconarlo en la región occidental del territorio, aunque a costa de aceptar la alianza de algunas de las bandas armadas ucranianas que más tarde se rebelaron contra él.

La incapacidad de firmar la paz con los soviéticos, aliado preferido por Vinnichenko, precipitó la dimisión de este y reforzó a la corriente más moderada del Directorio, favorable al pacto con la Entente. El nuevo Gobierno trató repetidamente de obtener el reconocimiento de la Entente y recalcó para ello la historia ucraniana y su antibolchevismo, trató de moderar sus medidas y rechazó aplicar una revolución social. Para Petliura, nueva figura dominante del Directorio, la consecución de la independencia dejó en segundo plano las reformas sociales, sacrificables con tal de que se lograse este objetivo. Se formó un nuevo Consejo de Ministros sin socialistas y Petliura abandonó el partido socialdemócrata. Las negociaciones con los representantes franceses en Odesa, sin embargo, fracasaron, a pesar de aceptar los delegados del Directorio la mayoría de condiciones que aquellos habían planteado. La Entente prefirió respaldar al «movimiento blanco» y apostar por la restauración de una Rusia centralizada a pactar con el Directorio.
Aunque parte de la población acogió a los bolcheviques con alivio —especialmente por la falta de represalias cruentas—, pronto la explotación del territorio —contraria a las instrucciones de Lenin de moderación en el trato con los campesinos—, similar a la anterior alemana y por los mismos motivos de falta de alimentos, mermó su popularidad. Pronto los bolcheviques recurrieron al terror y a las divisiones nacionalistas para mantener su dominio del territorio. Los intentos de aplicar reformas radicales en el campo, donde carecían de apoyo significativo y que creían dominado por los campesinos acomodados, aumentaron la hostilidad hacia la nueva República Popular Ucraniana de los Sóviets presidida primero por Gueorgui Piatakov y luego por Christian Rakovski. A la ilusión inicial del campesinado —especialmente del de las provincias orientales— de haber encontrado un poder que respaldaba sus ideales de reforma agraria radical y autogobierno rural siguió, como había sucedido con el Directorio, un rápido desengaño. La imposición de sóviets comunistas o procomunistas en las aldeas, las formación de Comités de Campesinos Pobres y el acoso político a los medios y acomodados y la abolición de la propiedad de la tierra e imposición de las comunas —con escaso arraigo en Ucrania— resultaron contraproducentes para el dominio bolchevique del campo ucraniano. La hostilidad generada facilitó su derrota en agosto y obligó a la moderación de la actitud hacia el campesinado y hacia el nacionalismo local más adelante.
El intento de conciliación con la Entente produjo tres importantes perjuicios al Directorio: la pérdida de respaldo del campesinado por la moderación de sus medidas sociales, la de algunos importantes atamanes —el más importante de ellos, Nikífor Grigóriev— contrarios al acercamiento a Francia y la de la intelectualidad radical, que acusó al Directorio y a su Gobierno de reacción. La desilusión popular redujo notablemente las fuerzas a disposición de Petliura: si a finales de 1918 contaba con unos cien mil hombres, en febrero apenas mandaba unos veintiún mil. Parte de los desafectos se habían pasado a los bolcheviques, que sufrieron un proceso similar en el primer trimestre de 1919. Estos aceptaron también, como había hecho Petliura, la alianza de bandas de atamanes cada vez más violentas y criminales.
A mediados de marzo, los soviéticos capturaron Vínnitsa y tomaron Zhmérinka, lo que dividió en dos a las fuerzas del Directorio. A finales de mes, Grigóriev arrebató a la guarnición franco-griega Jersón, en la desembocadura del Dniéper. En abril en el territorio aún controlado por el Directorio se formó un nuevo gabinete, pactado con la oposición, que incluyó socialdemócratas, socialrevolucionarios y radicales de Galitzia. Mientras, las escasas fuerzas del Directorio quedaron aniquiladas en estos combates de marzo y abril. El propio Directorio pasó de Vínnitsa a Rivne —hasta abril— y, más tarde, a Kamianéts-Podilskyi, junto a la antigua frontera ruso-austrohúngara donde pudo mantenerse gracias a que las fuerzas bolcheviques se concentraron en dominar la costa del mar Negro.

### Derrota militar y evacuación al oeste

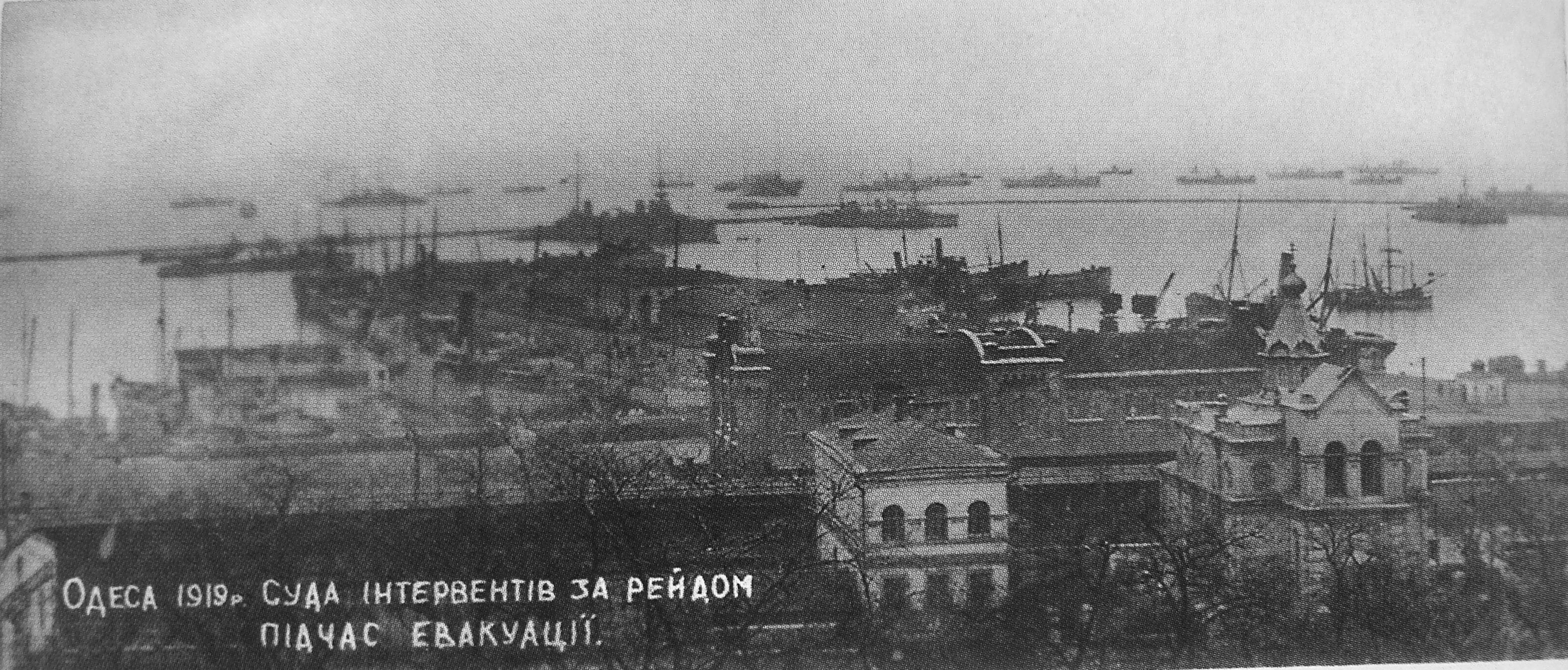
Evacuación francesa de Odesa. Los intentos del Directorio de obtener ayuda de la Entente fracasaron.

Acaudilladas por el atamán Grigóriev —que había sido sucesivamente capitán del Ejército zarista, seguidor de Skoropadski, aliado de Petliura y luego general bolchevique—, las fuerzas soviéticas avanzaron hacia los puertos de Mykoláiv y Odesa. Varios importantes atamanes abandonaron a Petliura. Grigóriev, reforzado por el armamento capturado en Tiráspol y Mykoláiv y ayudado por las desavenencias entre los defensores franceses y rusos de Odesa, logró capturar la ciudad en abril, tras la caótica evacuación de los defensores. La decisión de Antónov-Ovséyenko de continuar el avance más allá de la capital ucraniana impidió que el Directorio reorganizase sus fuerzas y que los franceses permaneciesen en el importante puerto del mar Negro. La pérdida de la ciudad no hizo al Directorio abandonar sus intentos de pactar con Francia, pero sí desencadenó una nueva crisis gubernamental. Aunque el auxilio de la Entente se convirtió en una necesidad ante los continuos reveses militares sufridos a manos de los soviéticos, la creciente debilidad del Directorio mermó aún más el interés de aquella en pactar con este.
En mayo, el Ejército del Directorio tuvo que cruzar el Zbruch, que marcaba la antigua frontera austrohúngara, y sufrió el asalto inmediato de unidades polacas desde el norte y el oeste. Para entonces, los soviéticos habían tomado el control de Ucrania y Crimea. La situación de estos, sin embargo, también era grave: con escaso control sobre las unidades partisanas que abundaban entre sus fuerzas y con Antónov-Ovséyenko desoyendo los deseos del alto mando soviético de detener su avance en el Dniéper para asegurar la Ucrania oriental y reorganizar sus fuerzas, los bolcheviques avanzaron hacia el oeste en persecución del debilitado Directorio pero en mayo tuvieron que hacer frente al peligroso levantamiento en su contra de Grigóriev. Aunque lograron aplastar este alzamiento, perdieron al mismo tiempo el control de los territorios que quedaban en la retaguardia. Néstor Majnó también se alzó contra los comunistas.
Petliura abogaba por firmar un armisticio con Polonia, incluso si para ello debían realizarse concesiones a Varsovia, para poder concentrar el esfuerzo militar en la lucha contra los soviéticos; las fuerzas de Galitzia, que en junio desencadenaron una nueva ofensiva contra los polacos, tenían las prioridades contrarias, a pesar de tener las unidades teóricamente un mando común. De hecho, el 24 de mayo, el ministro de Exteriores del Directorio había firmado un acuerdo de alianza que, a cambio de la cesión de Galitzia y Volinia occidental, obtenía el reconocimiento polaco de la independencia ucraniana y ayuda militar, aunque el propio Directorio lo rescindió poco después. El 15 de julio, las fuerzas de la República Popular Ucraniana se unieron a las de la República Popular Ucraniana Occidental, que habían sido expulsadas de Galitzia por los polacos, que empleaban tropas recién llegadas de Francia.
El Gobierno formado en abril volvió a retomar un programa más socialista con la esperanza de atraer a las masas, en algunas zonas ya alzadas contra los soviéticos y logró recobrar la lealtad de algunos atamanes. Prometió democracia, control político de los consejos de trabajadores, reforma agraria, poder para los sindicatos, la expulsión de toda potencia extranjera y la integración efectiva de Galitzia. En la práctica, la crisis continuó, con continuos traslados gubernamentales, penuria económica agravada por el bloqueo de la Entente y perpetuación de la autonomía de Galitzia.
En julio, se firmó un alto el fuego entre ucranianos y polacos que permitió la supervivencia del Directorio. Este, gracias a cierta reorganización militar, la fuerza del Ejército de Galitzia y los levantamientos contra los soviéticos, logró sostenerse en Podolia, establecer la capital en Kamenets-Podilski y organizar finalmente una Administración eficiente. Petliura consiguió reunir cuarenta mil hombres —la mitad de ellos de Galitzia, muchos de estos oficiales, a diferencia de sus fuerzas de Ucrania oriental— bien armados gracias a las armas obtenidas de los alemanes en retirada. Un mes más tarde, en agosto, logró comenzar a recuperar terreno. Por motivos políticos, se decidió concentrar las fuerzas en la captura de Kiev en vez de intentar tomar Odesa para tratar de acabar con el aislamiento de la república.

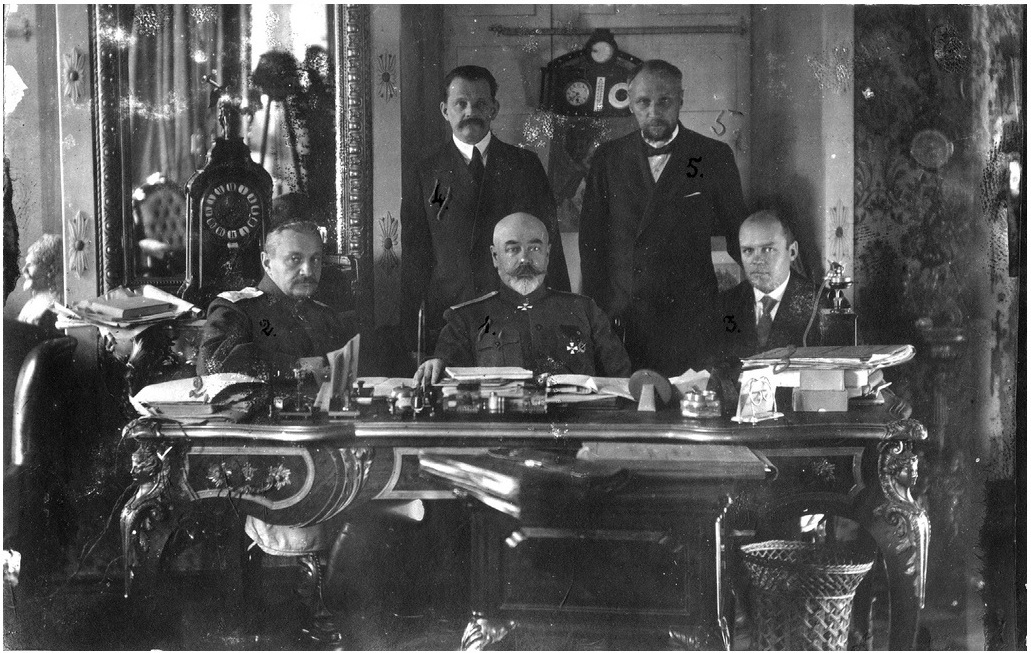
El general Denikin en 1919. Sus fuerzas ocuparon gran parte de la Ucrania oriental durante mediados de 1919. Su nacionalismo ruso resultó incompatible con el ucraniano de Petliura y sus dos formaciones no lograron cooperar para enfrentarse al Gobierno de Moscú.

A partir de mayo, las fuerzas del general Antón Denikin expulsaron al Ejército Rojo del centro y este de Ucrania; a finales de junio, el Ejército de Voluntarios tomó Járkov y Ekaterinoslav. El 19 de julio, caía en sus manos Poltava. A pesar de los deseos de Denikin de limitar los avances en este sector del frente para utilizar el Dniéper como defensa natural, el comandante regional, el general Shkuró, ordenó continuar avanzando. Las unidades «blancas» tomaron diversas localidades a lo largo de la costa, como Jersón, Mykoláiv (18 de agosto) u Odesa (23 de agosto).
Al mismo tiempo y aprovechando el hartazgo de la población con los desmanes bolcheviques, las fuerzas de Petliura avanzaron hacia el este desde Galitzia. Presionado por Francia para apoyar a Denikin, a pesar de sus recelos sobre los objetivos políticos de este, Petliura alcanzó la capital ucraniana el 31 de agosto. Denikin, sin embargo, expulsó a las tropas del Directorio al día siguiente y se hizo con el control de la ciudad. El nacionalismo ruso de Denikin resultó incompatible con el ucraniano de Petliura. El mismo mes, se supo que la Conferencia de Paz de París había decidido, para no debilitar al movimiento antibolchevique de Denikin, no reconocer a la República de Ucrania. Tras fallidos intentos de conciliación, el 24 de septiembre el Directorio declaró la guerra a Denikin. Las fuerzas de este llegaron a alcanzar Cherníhiv el 12 de octubre. A pesar de la extensión de su dominio a gran parte de Ucrania, la represión del campesinado, la devolución de las haciendas a los terratenientes, la prohibición del ucraniano, la persecución de la intelectualidad ucraniana y los pogromos causaron el rechazo de gran parte de la población hacia el Ejército de Voluntarios.
Por otra lado, el 1 de septiembre y obligado por la situación, Petliura firmó un armisticio oficial con Varsovia. Varsovia ordenó respaldarlo frente a Denikin y no realizar maniobra militar alguna contra los soviéticos que pudiese favorecer a este, cuyos objetivos políticos eran incompatibles con los del Gobierno polaco.

## Crisis final y derrota
Debido al contraataque del Ejército Rojo, la falta de suministros —las potencias occidentales se negaron a abastecerlas ahora que los ucranianos se enfrentaban a Denikin— y a una epidemia de tifus que acabó con cerca del 70 % de los soldados del Directorio y el 90 % de los de Galitzia, las fuerzas ucranianas fueron expulsadas del territorio ucraniano hacia territorio polaco. En octubre solo quedaban seis mil hombres en armas y se envió una misión de paz a Denikin. A finales de mes, el número de tropas se había reducido a dos mil. El 6 de noviembre, Denikin llegó a un acuerdo, pero únicamente con las tropas de la República Popular Ucraniana Occidental, ya que consideraba al Directorio y sus seguidores traidores rusos. El Directorio acusó entonces a Petrushévich, presidente de la República occidental, de traición y este se exilió en Viena, donde siguió con sus actividades políticas.
El 13 de noviembre, el Directorio y el Consejo de Ministros otorgaron todo el poder a Petliura como jefe de Estado con poderes dictatoriales, aunque este no pudo evitar la aniquilación de las últimas tropas a manos de Denikin. Sus restos se refugiaron en Podolia, donde retomaron las matanzas de judíos. El 5 de diciembre, abandonó el territorio ucraniano y se refugió en Polonia.

## Alianza polaco-ucraniana

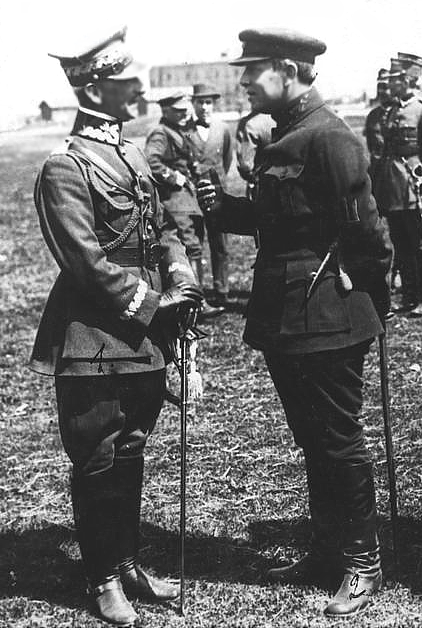
Petliura, derecha, junto al general polaco Antoni Listowski durante la Guerra Polaco-Soviética en 1920.

El 2 de diciembre, el ministro de Exteriores de Petliura firmó un acuerdo con el Gobierno polaco en el que aceptaba la mayoría de las condiciones de este a cambio de su ayuda en la reconquista de Ucrania. A pesar de no haber sido autorizado, este pacto sirvió como base al definitivo rubricado por Petliura y Piłsudski el 21 de abril de 1920. El acuerdo otorgaba a Polonia el control de Galitzia, Chełm, Polesia y Podolia occidental —todos ellos ya dominados por los polacos— y le daba algunos derechos en la administración de sus fuerzas armadas. Para los polacos, la futura campaña no era más que una extensión de las anteriores en la región fronteriza con los soviéticos para asegurar los territorios intermedios como parte de una federación centrada en Polonia. En caso de victoria, Varsovia esperaba eliminar la amenaza bolchevique y disfrutar de ventajas económicas en Ucrania. Para los ucranianos, significaba la obtención del apoyo militar y diplomático polaco para la restauración de su Gobierno en Kiev. El 24 de diciembre, se disolvió oficialmente el Directorio, que otorgó su escasa autoridad a un gabinete encabezado por el primer ministro Isaak Mazepa.
Con la derrota de Denikin, los bolcheviques habían recuperado terreno en Ucrania; el 29 de diciembre, volvieron a entrar en Kiev. Entre enero y febrero, reconquistaron Ucrania. A pesar de sus esfuerzos por tratar de evitar errores pasados y de no irritar innecesariamente a la población, su control de la región era precario. Debían enfrentarse a numerosas fuerzas irregulares, a los restos de las unidades del Directorio acaudilladas por el general Mijailo Omeliánovich-Pavlenko y la existencia del Gobierno de Mazepa en Jmílnik. Tuvieron que emplear cuatro divisiones para enfrentarse a los partisanos de Petliura y a los levantamientos campesinos en su favor que se extendieron por varias provincias. A finales de enero de 1920, presentaron una propuesta de paz a Varsovia en la que reconocían la independencia polaca y la frontera del momento. Mientras las dos partes sopesaban un posible acuerdo, que las potencias de la Entente favorecían, se armaban. Piłsudski valoró la posibilidad de firmar un acuerdo de paz con Moscú, pero solo después de haberle infligido una derrota militar que asegurase términos favorables a Polonia. Para ello, consideró aliarse con Petliura —cuyo prestigio podía servir para desencadenar un alzamiento que facilitase las operaciones militares polacas—, ya que Rumanía y Finlandia, otros aliados potenciales, se hallaban ya negociando con los soviéticos. Al mismo tiempo y para ganarse el favor de los campesinos, los soviéticos abandonaron por su parte la creación de granjas colectivas y comunas y llevaron a cabo una enorme entrega de tierras —catorce millones doscientas mil hectáreas—. Las nuevas requisiciones de alimentos para abastecer a las ciudades, empero, empañaron el efecto favorable de esta medida y desencadenaron nuevos alzamientos campesinos y nuevas represalias en el verano.
El acuerdo militar secreto del 24 de abril otorgó el mando de las fuerzas ucrano-polacas a los polacos. Los ucranianos aceptaban también el control temporal de sus ferrocarriles por los polacos y se comprometían a abastecer a sus unidades. Por su parte, Varsovia aprobaba armar a tres divisiones ucranianas y retirarse del territorio una vez que acabasen las operaciones militares contra los soviéticos. El plan de Piłsudski consistía en destruir el grueso de los ejércitos soviéticos en Ucrania en un ataque a Kiev —donde suponía que se hallaba concentrado— y dejar a continuación la región en manos de Petliura.
El 26 de abril, las fuerzas polacas cruzaron la frontera y embistieron a las soviéticas. Los soviéticos se hallaban entonces enfrascados en el sometimiento de Crimea, aún en manos de Piotr Wrangel. Tres ejércitos polacos respaldados por dos divisiones ucranianas —con alrededor de cuatro mil hombres—, con entre ciento cincuenta y trescientos mil hombres según los diferentes cálculos, hicieron retroceder a las fuerzas soviéticas, menores en número. Las fuerzas partisanas ucranianas, que habían combatido a los soviéticos durante el invierno anterior, aún conservaban seis mil hombres, que también se unieron a la campaña. En dos semanas, avanzaron cerca de doscientos cincuenta kilómetros y tomaron Kiev el 7 de mayo. Los dos ejércitos soviéticos que se les enfrentaban, el 12.º y el 14.º, se retiraron con tal celeridad que evitaron ser cercados y destruidos. Once mil ucranianos de Galitzia encuadrados en tres brigadas del Ejército Rojo cambiaron de bando y se unieron a Petliura. No hubo, sin embargo, un levantamiento general contra los soviéticos, como había esperado Piłsudski. La apatía ucraniana complicó la administración del territorio y el reclutamiento de nuevas unidades. Las proclamas de Petliura, instalado en Yitomir, no obtuvieron el resultado deseado y apenas unos pocos miles de hombres se alistaron en sus unidades.
Los soviéticos lanzaron un contraataque en el norte el 14 de mayo, que obligó a retirar el grueso de sus fuerzas de Ucrania y debilitó las defensas de esta, que tuvo que afrontar una nueva arremetida de los soviéticos poco después, el 26 del mes. En la contraofensiva de verano, el Ejército Rojo hizo retroceder a polacos y ucranianos. El 10 de junio, los soviéticos retomaron Kiev. La derrota crucial de Tujachevski en la batalla de Varsovia, decidió la suerte de la guerra, a la que no afectó la derrota de Budionni a manos de las fuerzas ucranianas en el sur. Polacos y soviéticos comenzaron a negociar en Riga en septiembre, sin permitir la participación de Petliura. Piłsudski no pudo imponer la continuación de los combates a pesar de los avances en el sector sur del frente y de las esperanzas de Petliura. A pesar del acuerdo ucrano-polaco, Varsovia aceptó la exigencia rusa de reconocer la autoridad de la República Socialista Soviética de Ucrania. El 1 de octubre se firmó un armisticio. Las fuerzas de la República Popular Ucraniana lanzaron el 11 de noviembre un ataque por su propia cuenta contra el Ejército Rojo desde territorio polaco que fue rechazado rápidamente; el 26 de noviembre, tras tres semanas de campaña, los treinta mil hombres de Petliura tuvieron que refugiarse en Polonia.
Galitzia quedó adjudicada a Polonia por un mandato de la Sociedad de Naciones el 25 de junio de 1919. Año y medio más tarde, en diciembre de 1920, la Sociedad rechazó la petición de ingreso en la organización realizada por Petliura. Según el acuerdo final entre polacos y soviéticos, firmado el 18 de marzo de 1921, más de cuatro millones de ucranianos quedaron en territorio polaco y unos treinta en el soviético. Petliura se instaló en Tarnów y trató de recabar el apoyo de los partidos ucranianos para su Gobierno en el exilio, pero sin éxito; lo disolvió en el verano de 1921. Sus partidarios fueron internados por los polacos en diversos campos y más tarde la mayoría se asentó en Polonia. Sus seguidores realizaron un último, débil y fallido intento de atacar a los soviéticos durante el invierno, que condujo a Petliura a abandonar Polonia y marchar a París, donde murió asesinado en 1926.

## El Directorio, la población judía y los pogromos
Aunque muy controvertida, la responsabilidad del Directorio por los pogromos cometidos por las tropas leales al Directorio fue admitida incluso por exministros de Asuntos Judíos del mismo. Desde la caída de la monarquía hasta principios de 1918, los escasos ataques a la población judía en Ucrania —alrededor de millón y medio de personas— los habían perpetrado tropas que regresaban del frente oriental. Los partidos políticos judíos ucranianos, divididos en socialistas y sionistas, abogaban por la colaboración con las autoridades políticas ucranianas, si bien diferían en los matices —los socialistas aceptaron ingresar en el Gobierno al frente de la cartera de Asuntos Judíos, a diferencia de los sionistas—. Esta cooperación entre los políticos ucranianos y los judíos cesó durante la primavera y el verano de 1919, por el crecimiento de la participación de las fuerzas gubernamentales en los pogromos. Los partidos socialistas se escindieron y sus corrientes más izquierdistas se unieron a los comunistas.

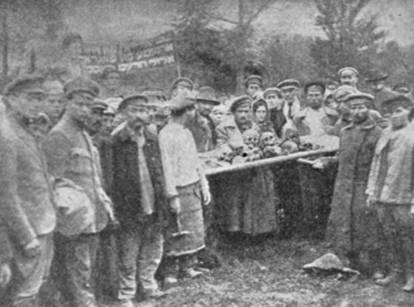
Víctimas de pogromos en Ucrania en 1919. Todos los bandos involucrados cometieron matanzas contra la población judía pero las sometidas teóricamente al Directorio se destacaron especialmente en este aspecto de la guerra civil.

El deseo de aumentar rápidamente el número de tropas a disposición del Directorio para lograr la independencia ucraniana llevó a admitir en sus filas elementos reaccionarios y antisemitas responsables de la mayoría de las atrocidades contra la población judía. Aunque todos los bandos envueltos en la guerra civil ucraniana cometieron crímenes contra ella, se estima que las fuerzas del Directorio fueron las que causaron un número mayor de víctimas —unas diecisiete mil—. La mayoría de las matanzas se produjeron durante la primera mitad del año, hasta que la inclusión de las fuerzas de la Galitzia ucraniana, más profesionales, hicieron descender su número. Los atropellos, que comenzaron en el noroeste el 1919 y a menudo consistieron en chantajes monetarios y humillaciones a la comunidad, se agudizaron y se tornaron más violentos durante la primavera. Solo a finales de 1919 el Directorio comenzó a tomar medidas firmes contra estos actos, temiendo antes debilitar sus unidades militares si trataba de atajar los desmanes contra los judíos.
Tanto Vinnichenko como Petliura rechazaron la responsabilidad del Directorio por las acciones de sus fuerzas armadas, defendiendo a estas ante las protestas de los representantes hebreos. En el invierno de 1918-1919, cuando las bandas armadas de irregulares a las órdenes de atamanes locales eran la única fuerza disponible para oponerse a los bolcheviques, las autoridades ucranianas decidieron soslayar los desmanes de aquellas contra la población judía. Las autoridades consideraron los pogromos como «hechos inevitables del movimiento de liberación». Estas utilizaron la amenaza de los pogromos para tratar de forzar a la población judía a apoyar la independencia del territorio y el antisemitismo, muy extendido, para cohesionar a sus unidades militares. Las atrocidades cometidas por las fuerzas fieles al Directorio llevaron a la consecuencia contraria: la hostilidad de la comunidad judía a la causa independentista defendida por el mismo. Las organizaciones socialistas ucranianas y judías denunciaron esta situación en un manifiesto el 22 de junio de 1919.
La tendencia centralista y prorrusa de la mayoría de las organizaciones socialistas y de parte de los habitantes de las ciudades hacía también que muchos judíos se mostrasen contrarios a la independencia, tendencia reforzada por las atrocidades. Los desmanes contra las comunidades judías favoreció hasta cierto punto a los bolcheviques.
Las autoridades ucranianas utilizaron la asociación, falsa, entre judíos y bolcheviques para justificar los pogromos como parte de la lucha contra estos, cuando, en realidad, la proporción de bolcheviques era mayor entre ucranianos y rusos y la mayoría de los ataques contra los judíos tuvo lugar en comunidades pequeñas, donde el número de judíos bolcheviques era escaso. Las tropelías de las unidades teóricamente bajo control del Directorio empujó a numerosos judíos a alistarse en el Ejército Rojo y a unirse a los bolcheviques, única fuerza que garantizaba parcialmente su seguridad. Solo a finales del verano de 1919, las autoridades comenzaron a condenar los ataques contra los judíos, entonces víctimas principalmente de las fuerzas contrarrevolucionarias del Ejército de Voluntarios de Anton Denikin. El Directorio castigó algunos actos antisemitas, dedicó grandes cantidades a compensar a las víctimas, restauró la ley de la Rada sobre la autonomía personal para las minorías y nombró un ministro judío para Asuntos Judíos. Paradójicamente, el mismo Gobierno que nombró al primer ministro para Asuntos Judíos de la historia y proclamó la autonomía cultural hebrea contaba con las fuerzas responsables de la mayor parte de los desmanes contra la comunidad. Sus condenas oficiales de los ataques y las investigaciones que emprendió fueron fundamentalmente inútiles por su falta de autoridad en el territorio.
Tras un breve periodo a finales de 1919 y principios de 1920 en el que la situación desesperada del Directorio obligó a este a castigar severamente las acciones contra los judíos, la última campaña en alianza con Polonia en el verano de 1920 volvió a conllevar atrocidades contra la población judía en localidades bajo control de las tropas de Petliura.